# Euriptòlem (ambaixador)
|  | Aquest article tracta sobre l'ambaixador. Vegeu-ne altres significats a «Euriptòlem». |

Euriptòlem (en llatí Euryptolemus, en grec antic Εὐρυπτόλεμος) fou un ambaixador atenenc a la cort de Pèrsia, que menciona Xenofont. No es coneixen més fets de la seva vida. No era el mateix que l'orador Euriptòlem, que era a Atenes per donar la benvinguda al seu cosí Alcibíades quan va tornar del desterrament.